# Ove Wolf
Ove Wolf, född Ove Rickard Berntsson,  7 april 1970 i Partille, är en svensk skådespelare.

## Filmografi (urval)
- 1997 - Hammarkullen eller Vi ses i Kaliningrad
- 1998 - När karusellerna sover
- 2001 – Jacobs frestelse
- 2003 - Guldgruvan
- 2003 - Dogville
- 2004 - Danslärarens återkomst
- 2005 - Häktet
- 2006 - Wallander - Blodsband
- 2014 – Ettor och nollor (TV-serie)
- 2017 – Alex (TV-serie)

## Teater

### Roller (ej komplett)
| År   | Roll         | Produktion                                                                    | Regi              | Teater                   |
| ---- | ------------ | ----------------------------------------------------------------------------- | ----------------- | ------------------------ |
| 2000 |              | Sorg Petra Revenue                                                            | Lars Andersson    | Teater Trixter, Göteborg |
| 2005 |              | 100 000 skattefritt                                                           |                   | Angereds teater          |
| 2006 | Laszlo       | The Mental States of Gothenburg Mattias Andersson                             | Mattias Andersson | Angereds teater          |
| 2007 |              | En måste ju leva                                                              |                   | Angereds teater          |
| 2009 |              | Deadline                                                                      |                   | Angereds teater          |
| 2010 |              | Vessels/Kärl                                                                  |                   | Angereds teater          |
| 2016 | Brottslingen | Fursten (Il Principe) Niccolò Machiavelli                                     | Anna Sjövall      | Backa teater             |
| 2019 |              | Flickan med svavelstickorna (Den lille Pige med Svovlstikkerne) H.C. Andersen | Rikard Lekander   | Backa Teater             |